# Jackie Moore (basket-ball)
Pour les articles homonymes, voir Jackie Moore et Moore.
John T. « Jackie » Moore, né le 24 septembre 1932 à Philadelphie, en Pennsylvanie, est un ancien joueur américain de basket-ball. Il évolue durant sa carrière aux postes d'ailier et d'ailier fort.

## Palmarès
- Champion NBA 1956